# نادي التقدم للسيدات
نادي التقدم للسيدات هو نادي كرة قدم للسيدات مقره منطقة القصيم. يلعب في الدوري السعودي الدرجة الأولى للسيدات، وهو المستوى الثاني لكرة القدم للسيدات في المملكة العربية السعودية.

## التاريخ
تأسس النادي في يوليو 2023 في منطقة القصيم على يد عنان المهنا كنادٍ مستقل، واجه النادي تحديات في الحصول على الترخيص بعد انتهاء فترة التسجيل القانونية للدوري التي حددها الاتحاد السعودي لكرة القدم، فتعاون مع نادي التقدم، وهو فريق مسجل في الدوري السعودي الدرجة الأولى للسيدات، وافق نادي التقدم على الاستحواذ على الفريق، مما سمح بالمشاركة تحت اسم نادي التقدم في النسخة الأولى لدوري الدرجة الأولى. وفور تأسيسه الرسمي، بدأ النادي في عملية التعاقد مع اللاعبات الأجانب، حيث تعاقد مع اللبنانية نانسي تشايليان والأردنية هيا خليل.
في 9 فبراير 2024، ضمن النادي مكانه في مرحلة خروج المغلوب من دوري الدرجة الأولى، بعد احتلاله المركز الثاني في مجموعته. مما ضمن عدم الهبوط في موسم 2024-25. تأهل الفريق إلى الدور نصف النهائي بعد تصدره المجموعة الثانية بفوزين. ولكنه خسر بنتيجة 1-0 في مباراة نصف النهائي ضد نادي الترجي. في المباراة اللاحقة على المركز الثالث، خسر 1-3 أمام نادي الأمل، ليفقد فرصه التأهل إلى الممتاز.

## اللاعبات

### التشكيلة الحالية
آخر تحديث 10 فبراير 2024.
ملاحظة: تشير الأعلام إلى المنتخب الوطني على النحو المحدد في قواعد الأهلية للفيفا. قد يحمل اللاعبون أكثر من جنسية واحدة غير تابعة للفيفا.
| الرقم | البلد    | المركز | اللاعب        |
| ----- | -------- | ------ | ------------- |
| 2     | السعودية |        | لمى أمين      |
| 4     | الأردن   | مدافع  | هيا خليل      |
| 6     | السعودية |        | تغريد مبارك   |
| 9     | السعودية |        | الشيخة القيسي |
| 12    | السعودية |        | عنان المهنا   |
| 13    | السعودية |        | ياسمين الألفي |
| 14    | مصر      |        | سلوى المتولي  |

| الرقم | البلد    | المركز | اللاعب      |
| ----- | -------- | ------ | ----------- |
| 17    | السعودية |        | زهرة القاضي |
| 20    | السعودية |        | نجلاء جهلان |
| 21    | تونس     |        | أشواك فرحات |
| 27    | السعودية |        | شهد محمد    |
| 30    | السعودية |        | طيف فواز    |
| 80    | لبنان    |        | لينا اسكندر |